# Tatra RT6N1
Tatra RT6N1 je tříčlánková, jednosměrná a částečně nízkopodlažní tramvaj, kterou vyráběla v polovině 90. let 20. století firma ČKD Tatra, přičemž pět nezkompletovaných vozů bylo dokončeno v polském podniku H. Cegielski – Poznań (HCP). Tramvaje se vyznačovaly značnou poruchovostí, v Česku neměly až do konce roku 2008 povolení Drážního úřadu k pravidelnému provozu s cestujícími. Celkem bylo vyrobeno 19 tramvají RT6N1, z nichž prototyp zůstal v majetku výrobce a později byl sešrotován, čtyři vozy byly dodány do Prahy (od roku 1999 všechny odstaveny a po roce 2009 odprodány do Poznaně), čtyři do Brna (tři vozy odprodány v letech 2015 a 2018 do Poznaně, jeden od roku 2018 v majetku Technického muzea v Brně) a deset do Poznaně (běžně v provozu v modernizované podobě).

## Historické pozadí
V 80. letech 20. století se začaly ve světě objevovat první nízkopodlažní tramvaje, k vývoji té první československé přikročil podnik ČKD Tatra v roce 1990. Jejím přímým vzorem (konstrukčním i designovým) se staly tramvaje firmy GEC Alsthom provozované v Grenoblu. Prototyp českého vozu RT6N1 byl veřejnosti poprvé představen na veletrhu Autotec v Brně v roce 1993, výroba ověřovací série proběhla v roce 1996, dalších 10 vozů bylo v letech 1997 a 1998 vyrobeno pro polskou Poznaň. Ve vývoji byla zároveň s typem RT6N1 i obousměrná varianta označená jako RT6N2, k její výrobě ale nedošlo. Označení RT6N2 bylo později použito pro jednu z modernizovaných jednosměrných variant.

## Konstrukce

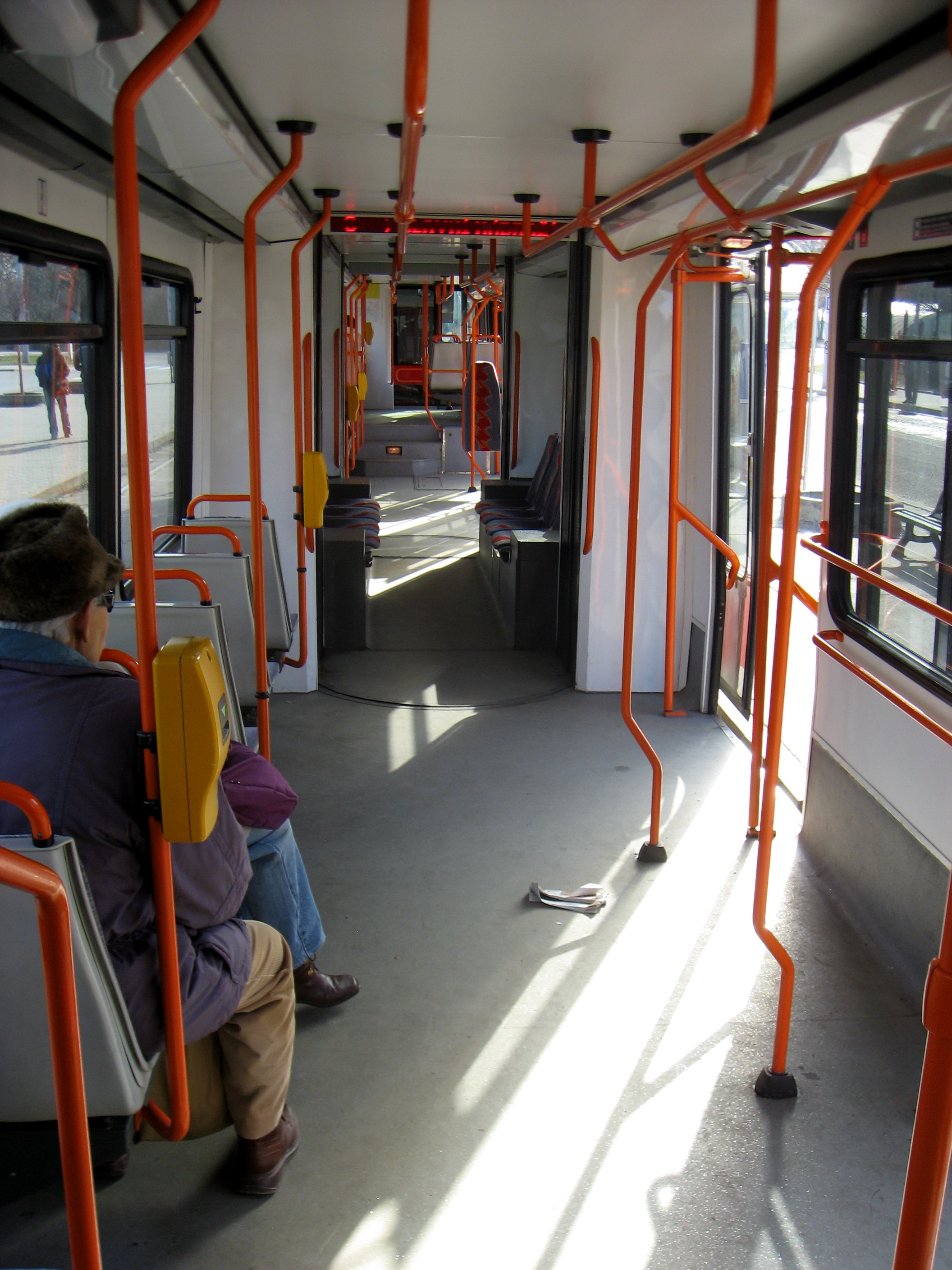
Interiér brněnského vozu RT6N1

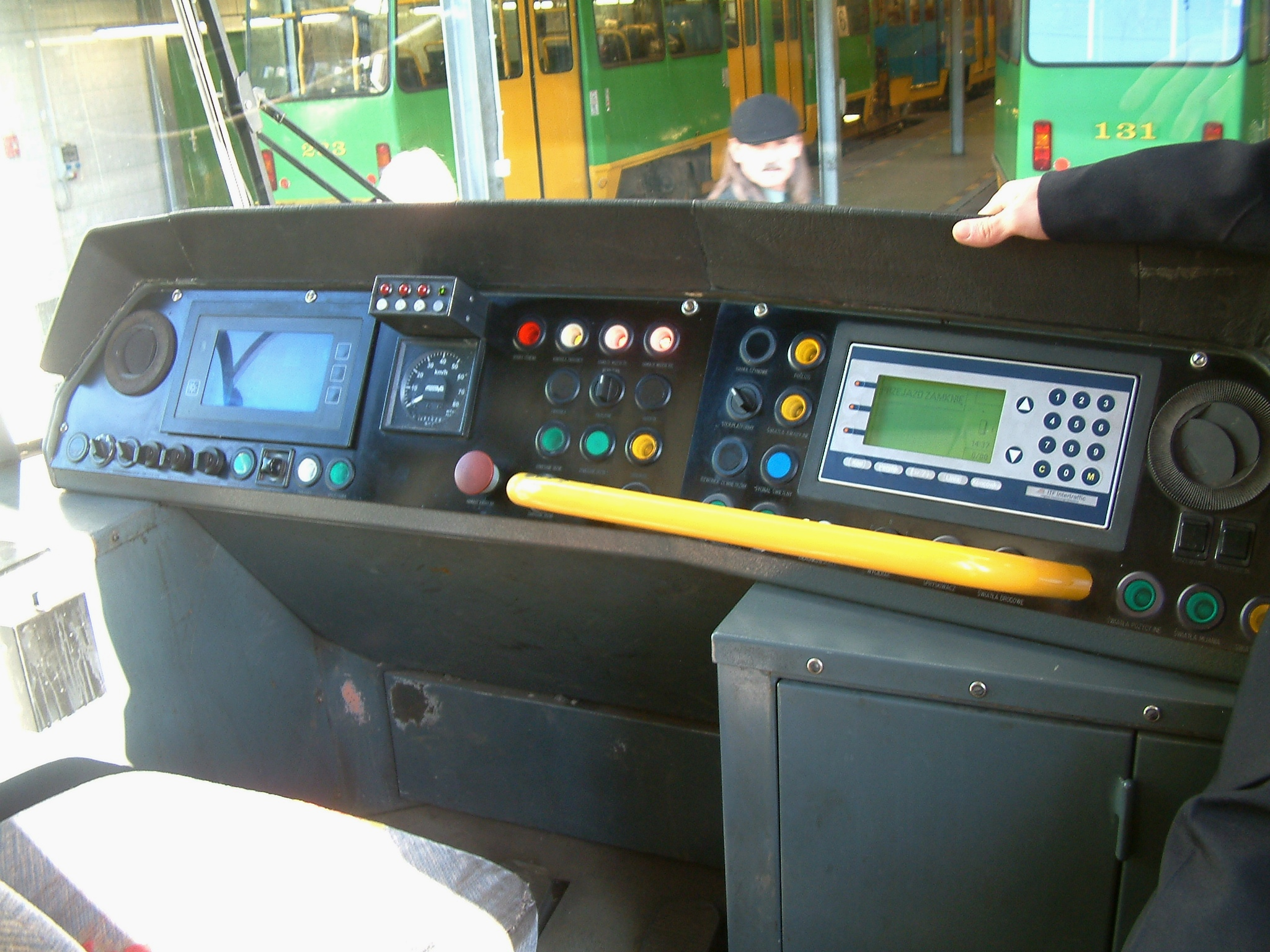
Řídicí pult tramvaje RT6N1 v Poznani

Pro tramvaj RT6N1 byla zvolena koncepce jednosměrného, tříčlánkového, částečně nízkopodlažního vozu se dvěma hnacími podvozky. Nad nimi se nachází podlaha ve standardní výši (900 mm nad temenem kolejnice). Střední část, tvořící 63 % délky vozidla, je nízkopodlažní s výškou podlahy 350 mm nad TK. V krátkém prostředním článku jsou sedačky umístěny podélně, zde umístěný nehnaný podvozek je tvořen čtyřmi samostatně uloženými koly s kyvnými rameny (bez náprav). V nízkopodlažní části jsou v pravém boku tramvaje umístěny čtvery dvoukřídlé předsuvné dveře, první a poslední dveře vedou do vysokopodlažní části a jsou jednokřídlé. Design tramvaje vytvořil architekt Patrik Kotas.
Rám a bočnice vozu jsou vytvořeny ze svařovaných ocelových profilů, přední i zadní čelo (jsou shodná) jsou vyrobena z laminátu. Na střeše krajních článků, na jejich prostorovém ocelovém roštu, se nachází elektrická výzbroj, která je shora zakryta střešními plechy. Přístupná je odklápěcími laminátovými panely z bočních stran. Na střeše středního článku je umístěn polopantograf, odpojovač a kompresor se vzduchovými jímkami. V každém hnacím podvozku se nachází dva trakčním motory (o výkonu 104 kW, u prototypu 90 kW) umístěné příčně, které přes čelní spojku a čelní převodovku pohání každý jednu nápravu. Elektrická výzbroj je typu TV14D s tranzistorovou regulací z podniku ČKD Trakce. Prototyp měl odlišnou elektrickou výzbroj TV10 (rovněž z ČKD Trakce) na bázi GTO tyristorů. Pomocné obvody jsou napájeny statickým měničem a akumulátorovou baterií.

### Rekonstrukce a modernizace
Různými stupni rekonstrukce prošla většina tramvají RT6N1 v Praze a Brně, typové označení však bylo zachováno. Pouze jeden pražský vůz byl modernizován výrazněji než ostatní a označen byl jako typ RT6N2.
- Tatra RT6N2 – výzbroj TV Progress, úpravy podvozků, brzd aj.

Poznaňské vozy jsou od roku 2011 modernizovány na typ RT6 MF06AC.

## Dodávky tramvají
V letech 1993 až 1998 bylo vyrobeno celkem 19 vozů RT6N1. Osm vozů ověřovací série bylo dodáno do Prahy a Brna, 10 vozů zakoupil poznaňský dopravní podnik, prototyp zůstal v majetku výrobce, ač byl zkušebně provozován v Česku i Polsku.
| Současný stát | Město     | Článek | Typ   | Roky dodávek | Počet vozů | Evidenční čísla při dodání | Poznámky                                       | Zdroj |
| ------------- | --------- | ------ | ----- | ------------ | ---------- | -------------------------- | ---------------------------------------------- | ----- |
| Česko         | Brno      | článek | RT6N1 | 1997         | 4          | 1801–1804                  |                                                | [ 9 ] |
| Česko         | ČKD Tatra | –      | RT6N1 | 1993         | 1          | 0028                       | prototyp                                       | [ 1 ] |
| Česko         | Praha     | článek | RT6N1 | 1997         | 4          | 9101–9104                  |                                                | [ 2 ] |
| Polsko        | Poznaň    | článek | RT6N1 | 1997–1998    | 10         | 401–410                    | vozy č. 406–410 zkompletovala polská firma HCP | [ 1 ] |

## Provoz tramvají Tatra RT6N1

### Prototyp
Prototyp tramvaje RT6N1 jakožto zkušební vůz výrobce obdržel evidenční číslo 0028. Světovou premiéru si odbyl na brněnském veletrhu Autotec v červnu 1993 ještě jako nepojízdný exponát. Po dokončení (poslední tramvaj kompletně vyrobená ve starém závodě ČKD Tatra na Smíchově) byl vůz následně bez cestujících zkoušen na pražské kolejové síti a poté předváděn v Brně, Liberci, Mostě a Poznani. Na podzim 1996 byl vůz v Praze v provozu s cestujícími pod ev. č. 9051 (stále však byl majetkem výrobce), v první polovině roku 1997 byl zkoušen v polském Krakově, poté se vrátil zpět do ČKD. Od listopadu 1998 do května 1999 jezdil v Liberci s ev. č. 84, poté byl odstaven kvůli nadměrnému ojetí obručí, přičemž povolení pro zkušební provoz trvalo až do konce roku 2000. Kvůli neschopnosti výrobce zajistit nové obruče byl prototyp v listopadu 1999 odvezen zpět k výrobci, kde přežil vyhlášení konkurzu na ČKD v roce 2000. Byl nabízen různým dopravním podnikům k odprodeji za zbytkovou cenu 75 000 Kč, ty však zájem neměly a ani pražské Muzeum MHD kvůli nedostatku místa i finančních prostředků vůz neodkoupilo. Sešrotován byl v roce 2002.

### Česko

#### Brno

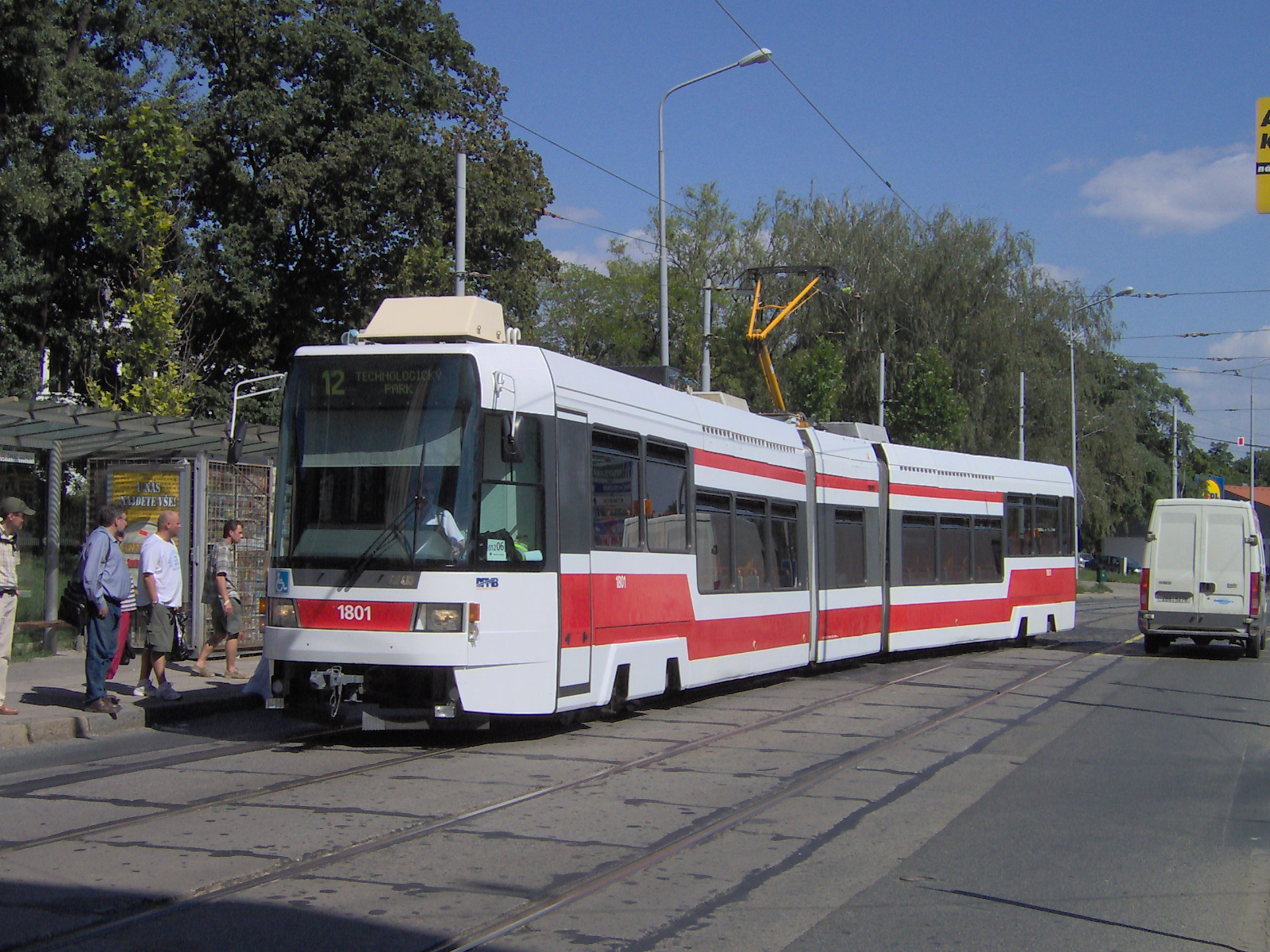
Brněnská tramvaj RT6N1 ev. č. 1801 ve zkušebním provozu s cestujícími v roce 2008

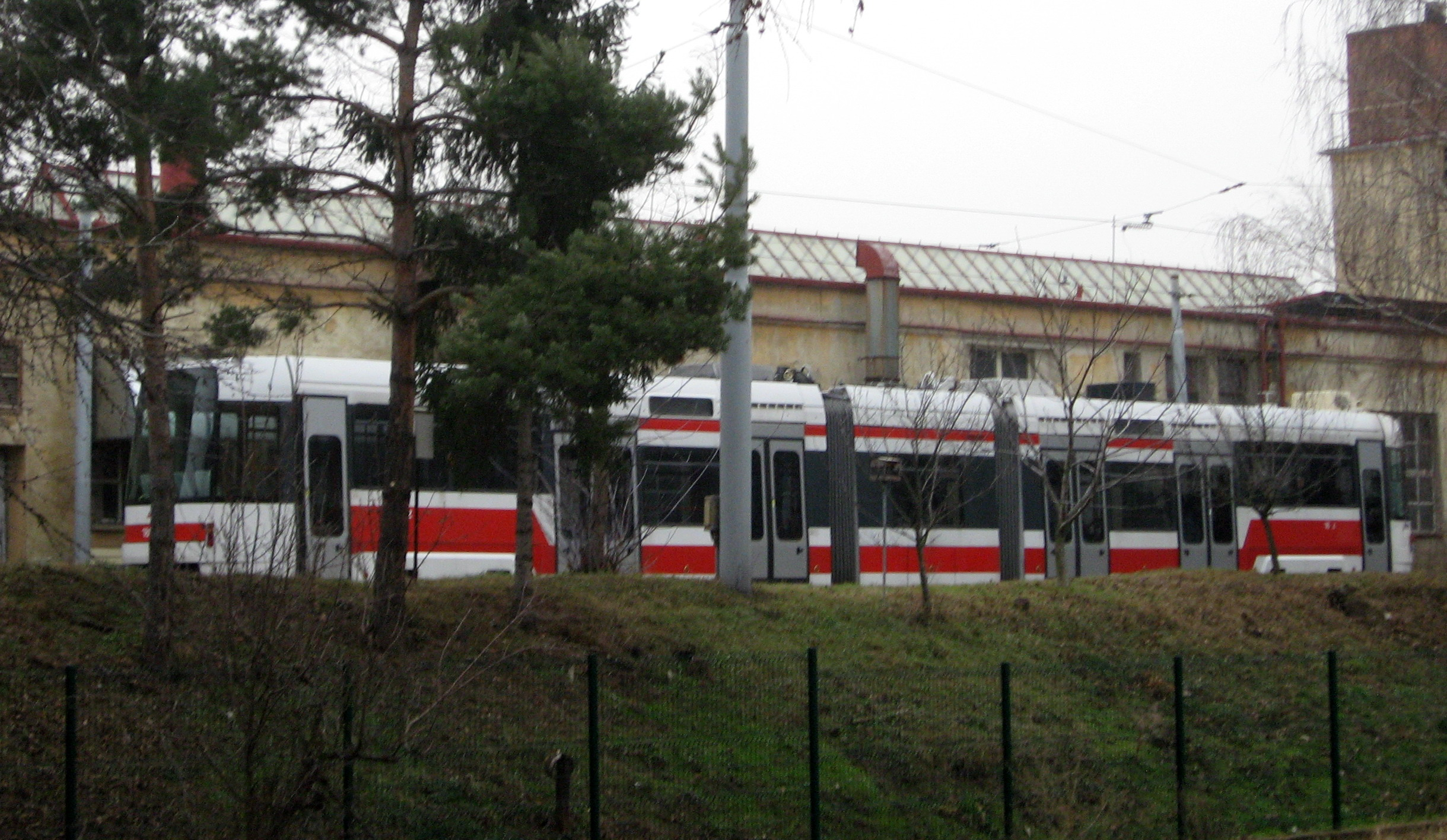
Odstavený vůz RT6N1 ev. č. 1802 ve vozovně Medlánky v roce 2009

Již při premiéře tramvaje RT6N1 na veletrhu Autotec v roce 1993 začal Dopravní podnik města Brna (DPMB) jednat s ČKD o dodávce těchto nízkopodlažních vozů (tramvaje měly být pořízeny formou leasingu), přičemž v roce 1994 objednal DPMB šest obousměrných vozů RT6N2 (nebyly nikdy dodány), ačkoliv žádný takový vůz ještě nebyl vyroben a také zkoušky prototypu RT6N1 byly teprve v počátcích. Po provozních zkouškách prototypu v září 1994 byla v roce 1996 uzavřena smlouva na čtyři vozy RT6N1, pro které byla využita 50% dotace na nákup nízkopodlažních vozidel. Tramvaje byly vyrobeny ve druhé polovině roku 1996, do Brna byly tři vozy dodány v březnu a čtvrtý vůz v květnu následujícího roku, označeny byly čísly 1801–1804. Po různých provozních a bezpečnostních zkouškách byla první tramvaj zařazena do provozu 8. září 1997. Vozy byly pouze ve zkušebním provozu (výrobce nedokončil na prototypu typové zkoušky), vzhledem k častým poruchám (jednalo se o potíže s brzdami, skluzovou ochranou, statickým měničem, dveřmi a mnoha dalšími prvky), které opravovali v Brně přímo pracovníci ČKD, ale nebyla splněna podmínka najetí alespoň u jedné tramvaje 28 000 km do konce ledna 1998. Odstaveny byly 1. května 1998, neboť Drážní úřad nařídil výrobci odstranit veškeré závady, vozy musely znovu absolvovat technicko-bezpečnostní zkoušku (TBZ) a v létě téhož roku byly opětovně zařazeny do provozu. V roce 1998 podepsal DPMB s ČKD smlouvu o dodání deseti tramvají RT6N1 s opcí na dalších 50 vozů (nebyly však nikdy dodány), jednalo se i o obousměrné variantě.
Další úpravy byly výrobcem provedeny na podvozcích vozů č. 1802 a 1803 na přelomu let 1998 a 1999. Vůz ev. č. 1804 nebyl rekonstruován a proto musel být z rozhodnutí Drážního úřadu v dubnu 1999 definitivně odstaven (od té doby slouží jako zdroj náhradních dílů pro ostatní tramvaje RT6N1). Tramvaje č. 1802 a 1803 byly po zkušebních jízdách zařazeny do provozu s cestujícími, který byl ukončen vypršením povolení ke zkušebnímu provozu v lednu 2000 (v období leden–březen 2000 a březen 2001 sloužily jako nepojízdné prodejny jízdních dokladů v centru města). Podvozky vozu č. 1801 byly sice do Prahy odeslány na rekonstrukci, ta však nebyla v ČKD vzhledem k uvalení konkursu dokončena a skříň tramvaje tak byla od počátku roku 1999 odstavena. Karoserie byla do Prahy odeslána v únoru 2001, kdy firmu ČKD Dopravní systémy vedl konkursní správce, a kompletní a opravený vůz č. 1801 i s rekonstruovanými podvozky se do Brna vrátil v červnu téhož roku. Poté následoval zkušební provoz a provoz s cestujícími. V pravidelném provozu byl vůz s většími či menšími přestávkami do května 2004, kdy byl odstaven kvůli problémům s nastavením protiskluzové ochrany a zároveň s vypršením povolení ke zkušebnímu provozu. V letech 2002 a 2003 byl po vzoru opravy tramvaje č. 1801 z roku 2001 (v ČKD) rekonstruován vůz č. 1803, tentokrát však již v Pars nova v Šumperku. Ač vozidlo úspěšně vykonalo technicko-bezpečnostní zkoušku, bylo po čtyřdenním provozu s cestujícími odstaveno kvůli závadě měniče.
Nová éra se pro brněnské vozy RT6N1 začala psát v roce 2007, kdy Drážní úřad opět vydal povolení pro zkušební jízdy bez cestujících již rekonstruovaných tramvají (ev. č. 1801 a 1803). Dopravní podnik opravoval první z nich, ta v lednu 2008 opětovně úspěšně vykonala technicko-bezpečnostní zkoušku. Pro schválení typu Drážním úřadem ale bylo třeba vykonání mnoha dalších zkoušek, které většinou provádí výrobce na svých zkušebních vozech. Na konci července 2008 byl vůz č. 1801 zařazen do zkušebního provozu s cestujícími, který byl ukončen na konci října 2008. Při této příležitosti obdržela tramvaj č. 1801 jméno Žofinka (obdobně jako nově dodávané vozy Škoda 13T), které jí bylo původně dáno z recese. 18. prosince 2008 vydal Drážní úřad Rozhodnutí o schválení typu drážního vozidla (po 15 letech od výroby prototypu), následující den získal brněnský vůz ev. č. 1801 Průkaz způsobilosti. Do pravidelného provozu byla tramvaj ev. č. 1801 zařazena 24. ledna 2009, dva dny předtím se konal slavnostní křest Žofinky. 26. září 2009 vyjel do běžného provozu, po několika měsících zprovozňování a po šesti letech odstávky, i druhý brněnský vůz RT6N1 č. 1803, který obdržel jméno Žanetka. V průběhu roku 2010 byla po dokompletování po dlouhodobé odstávce, repasi (brzdy trakčních podvozků) a výměně (problémový brzdový systém nehnaného středního podvozku) některých součástek zprovozněna i tramvaj č. 1802 s přezdívkou Třetí sestra. Její první zkušební jízda mimo vozovnu proběhla 2. listopadu toho roku, do zkušebního provozu s cestujícími byla zařazena po více než 10 letech odstávky dne 17. února 2011. Po schválení brzd jezdila od června 2011 v běžném provozu, přičemž její spolehlivost byla srovnatelná s ostatními typy tramvají, které DPMB provozuje.

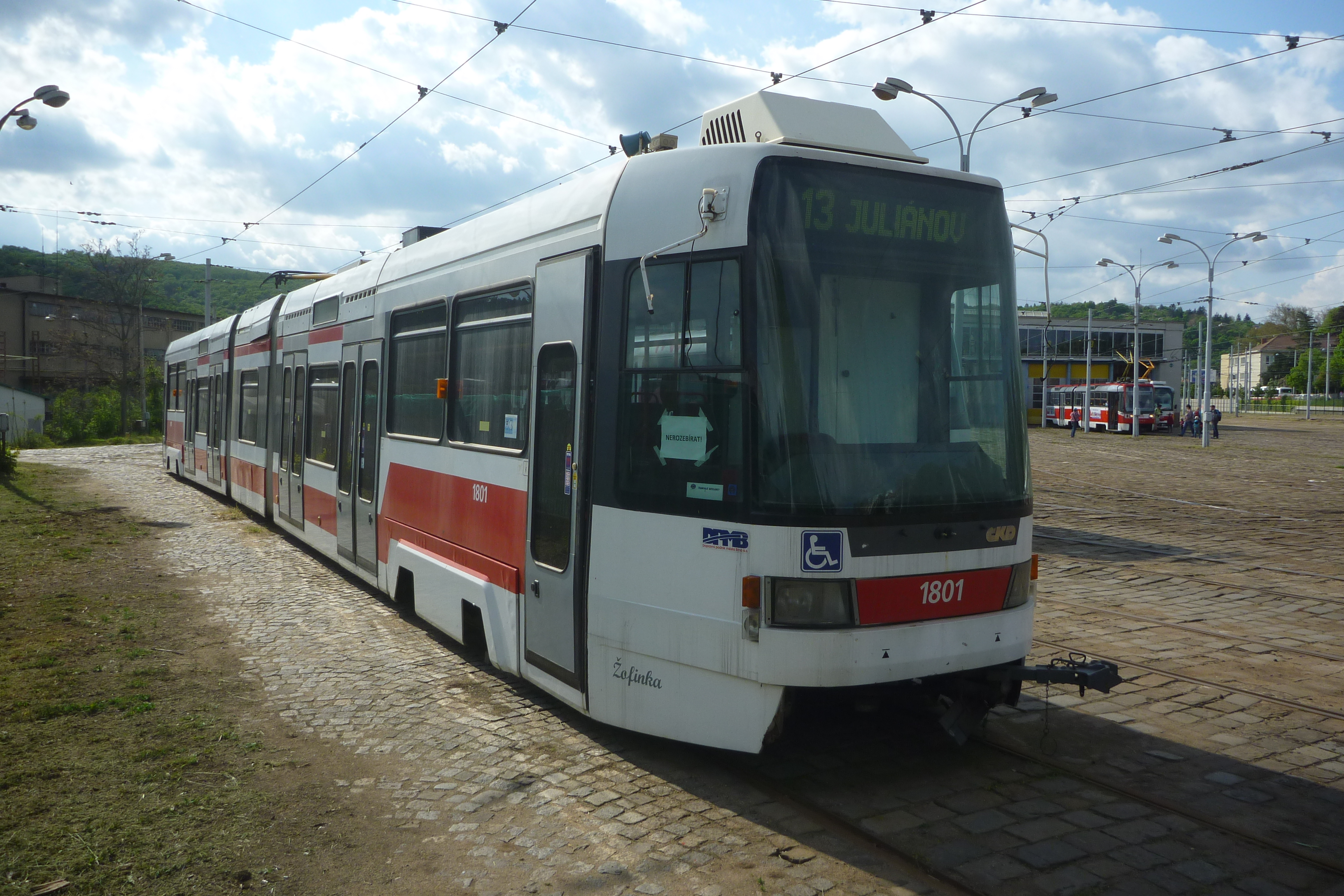
Odstavený vůz RT6N1 ev. č. 1801 v pisárecké vozovně v květnu 2016

Tramvaj č. 1803 byla v prosinci 2012 přistavena na střední prohlídku; ta však kvůli vytíženosti dílen a dlouhé dodací době náhradních dílů trvala nezvykle dlouho a byla dokončena až v srpnu 2014, kdy se vozidlo na čas vrátilo do běžného provozu. Mezitím v květnu 2014 najel vůz č. 1801 kilometrický proběh do prohlídky vyššího stupně a od té doby zůstal odstaven.
V roce 2015 se Dopravní podnik města Brna rozhodl do vozů RT6N1 dále již neinvestovat. Vůz č. 1803 zasáhl do provozu naposledy v srpnu 2015. Na podzim 2015 byla dlouhodobě odstavená tramvaj č. 1804 odprodána poznaňskému dopravnímu podniku. Vůz, který nejezdil od roku 1999, byl z brněnské vozovny Medlánky odvezen 26. října 2015. Poslední nasazovanou tramvají RT6N1 do pravidelného provozu tak zůstal vůz č. 1802, jenž rovněž absolvoval několik různě dlouhých odstávek (např. v letech 2014–2015 kvůli poruše trakčního motoru). Naposledy byl vypraven na linku v lednu 2016, kdy byl odstaven. Na přelomu let 2017 a 2018 nabídl DPMB vozy č. 1801 a 1802 k prodeji, přičemž této nabídky využila poznaňská společnost Modertrans, která si je odvezla v únoru 2018. Poslední brněnskou tramvaj RT6N1 č. 1803 koupilo od DPMB v dubnu 2018 pro svoji sbírku vozidel MHD Technické muzeum v Brně.

#### Praha
Historie pražských vozů je do roku 2001 velmi podobná osudům brněnských tramvají RT6N1. Pražské tramvaje RT6N1 byly vyrobeny ve druhé polovině roku 1996, Dopravní podnik hl. m. Prahy je obdržel na přelomu let 1996 a 1997 (první tramvaj již v listopadu 1996, dvě v lednu a poslední v únoru 1997) a označil je evidenčními čísly 9101–9104. Po zkušebních jízdách byly do zkušebního provozu s cestujícími zařazeny 25. srpna 1997. Kvůli poruchám byly často odstaveny, v provozu jezdily kvůli tomu na tzv. vložených pořadích, jež půlí interval dané linky. V roce 1998 byly všem vozům v ČKD rekonstruovány podvozky z důvodu požadavku Drážního úřadu. Zkušební provoz byl ukončen v červnu 1999 (tehdy jediný provozní vůz č. 9103 měl na trati závadu, kvůli které vykolejil), všechny čtyři vozy byly odstaveny ve vozovně Pankrác, navíc na konci roku 1999 skončilo povolení ke zkušebnímu provozu s cestujícími. První pokus o znovuzprovoznění proběhl v roce 2001, kdy byl vůz č. 9104 společně s brněnskou tramvají č. 1801 opraven v ČKD. Cesta z překládací vlečky výrobce zpět do vozovny ale skončila poruchou, vůz musel být odtažen. Po opravě a několika zkušebních jízdách začátkem roku 2002 byl opět odstaven.
V letech 2004–2005 přistoupil pražský dopravní podnik k jinému způsobu rekonstrukce tramvají RT6N1. Ve firmě Pars nova v Šumperku byla tramvaj č. 9101 složitě rekonstruována na typ Tatra RT6N2, zkušební jízdy však rovněž skončily různými poruchami.
V roce 2009 byly všechny pražské tramvaje RT6 (3×RT6N1, 1×RT6N2) odprodány firmě SKD Trade a v září téhož roku odvezeny z Prahy do areálu firmy ŽOS Nymburk. Vozy RT6N1 č. 9102 a 9103, které byly odstaveny od roku 1998, respektive 1999, a které sloužily jako zdroj náhradních dílů pro zbylé dvě tramvaje, byly v roce 2010 prodány polské firmě Modertrans, jež je v červenci a září toho roku převezla do Poznaně. V Poznani posléze skončily i vozy č. 9101 a 9104.

### Polsko

#### Poznaň

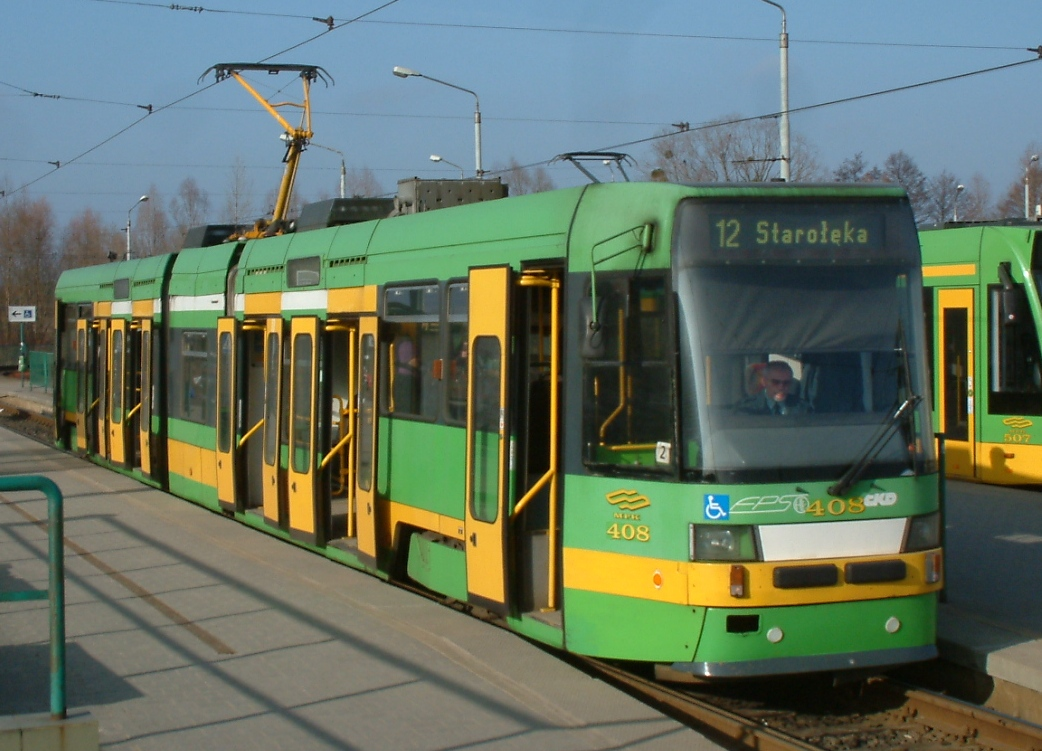
Tramvaj RT6N1 v původním provedení v Poznani

Do Poznaně bylo v roce 1997 dodáno pět tramvají RT6N1 (označeny čísly 401–405) a roku 1998 dalších pět (č. 406–410), jež ale byly zkompletovány v místním podniku H. Cegielski – Poznań (HCP) s využitím dílů odeslaných z ČKD. Následovat měla licenční výroba v HCP, která však nebyla nikdy uskutečněna. Provoz tramvají RT6N1 v Poznani byl zahájen 27. září 1997, vozy ale byly podobně poruchové jako ty provozované v Česku, nicméně polský drážní úřad netrval na extrémní spolehlivosti, navíc problémové součástky (brzda středního podvozku, různá elektrická zařízení) byla poznaňským dopravním podnikem z tramvají odmontována, což bylo umožněno provozem v rovinatém terénu města. Další potřebné rekonstrukce provedla firma HCP.

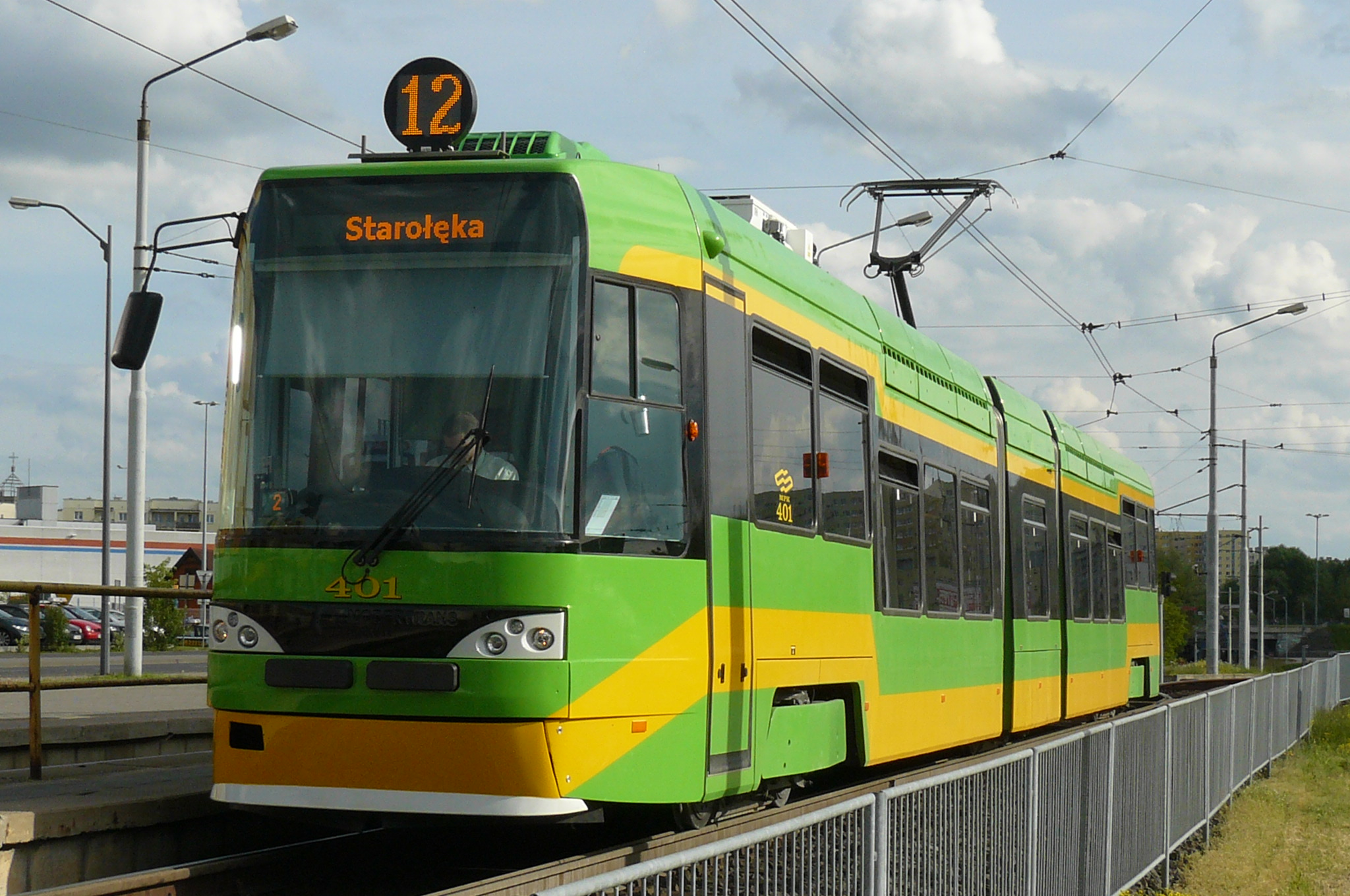
Rekonstruovaná poznaňská tramvaj RT6 MF06AC původem z Prahy

Firma Modertrans zakoupila v roce 2010 původem pražské tramvaje č. 9102 a 9103, které začala celkově modernizovat na typ RT6 MF06AC. Jako první byl v listopadu 2011 dokončen vůz č. 9102, který v Poznani obdržel nové číslo 405. Po provedených zkouškách pořídil Modertrans i zbylé dva pražské vozy č. 9101 a 9104 a zahájil jejich modernizaci. Rekonstruované tramvaje č. 404 (ex 9103), 402 (ex 9101) a 401 (ex 9104) byly do provozu zařazeny během jara 2014. Od té doby probíhaly obdobné modernizace původních poznaňských vozidel RT6 výměnným způsobem, kdy např. stará tramvaj č. 404 byla po modernizaci zařazena do provozu pod číslem 408. Během roku 2014 byly takto rekonstruovány vozy nových čísel 406 (ex 402), 407 (ex 401), 408 (ex 404) a 410 (ex 405) a v roce 2015 vozy nových čísel 403 (ex 410) a 409 (ex 408), čímž byla dokončena souvislá řada čísel 401–410. Potom proběhla modernizace i zbylých vozů vozů původních čísel 403, 406, 407 a 409, které následně obdržely nová čísla 411–414. Poslední nerekonstruovaná tramvaj č. 409 byla do provozu vypravena 9. ledna 2015.
Na podzim 2015 zakoupil poznaňský dopravní podnik brněnskou tramvaj č. 1804, která byla dlouhodobě odstavena od roku 1999 a která od té doby sloužila v Brně jako zdroj náhradních dílů. Podle tehdejších plánů měl být vůz, podobně jako původem pražská vozidla, kompletně zrekonstruován a zprovozněn ve firmě Modertrans. Počátkem roku 2018 odkoupil dopravní podnik z Poznaně také brněnské vozy č. 1801 a 1802. Společnost Modertrans je zmodernizovala na typ RT6 MF06AC a následně byly roku 2021 v Poznani zařazeny do provozu s čísly 399 a 400.

## Historické vozy
| Původní provoz | Evidenční číslo | Současný majitel | Typ   | Rok výroby | Historický od roku | Poznámka | Zdroj         |
| -------------- | --------------- | ---------------- | ----- | ---------- | ------------------ | -------- | ------------- |
| Brno           | 1803            | TMB              | RT6N1 | 1996       | 2018               |          | [ 28 ] [ 38 ] |